# Lycoderes burmeisteri
Lycoderes burmeisteri är en insektsart som beskrevs av Leon Fairmaire 1846. Lycoderes burmeisteri ingår i släktet Lycoderes och familjen hornstritar. Inga underarter finns listade i Catalogue of Life.